# Yrouerre
Yrouerre è un comune francese di 196 abitanti situato nel dipartimento della Yonne nella regione della Borgogna-Franca Contea.
Il nome deriva dal latino iratorium (oratorio), si presume che il primo nucleo dell'abitato sorse attorno ad un luogo di culto, una cappella o una chiesa.
All'inizio del XVIII secolo il signore della regione, Henri Dio Palatin de Montpeyroux, decise di erigervi un castello; di tale costruzione oggi rimane l'orangerie.

## Società

### Evoluzione demografica
Abitanti censiti